# Верховский сельсовет (Витебская область)
Верховский сельсовет — административная единица на территории Бешенковичского района Витебской области Белоруссии.

## Состав
Верховский сельсовет включает 20 населённых пунктов:
- Боркуны — деревня.
- Верховье — агрогородок.
- Водопоево — деревня.
- Воскресенцы — деревня.
- Гурино — деревня.
- Дапаны — деревня.
- Драбушово — деревня.
- Заболотье — деревня.
- Застаринье — деревня.
- Куты — деревня.
- Луг — деревня.
- Люлюки — деревня.
- Машки — деревня.
- Пугачки — деревня.
- Сватовка — деревня.
- Селище — деревня.
- Старь — деревня.
- Черкасы — деревня.
- Шкалевка — деревня.
- Щуки — деревня.